# 沢万里子
沢 万里子（さわ まりこ、1950年 - ）は、日本の翻訳家。
埼玉大学教育学部卒業。東京都生まれ。

## 翻訳
- 『オメルタの罠』（ノーマン・ルイス、立風書房） 1979.2
- 『デス・マーチャント / 精神破壊装置』（ジョゼフ・ローゼンバーガー、東京創元社、創元推理文庫)  1982.6
- 『狂った致死率』（トマス・L・ダン、早川書房、ハヤカワ文庫NV） 1982
- 『愛は烈しく』（ジャネット・デイリー、サンリオ、モダン・ロマンス・シリーズ） 1982
- 『妖精のいる館』（トレイシー・アダムス、サンリオ、シルエット・ロマンス） 1983
- 『黒い瞳の誘惑』（サンドラ・スタンフォード、サンリオ、シルエットスペシャルエディション） 1983
- 『シャナ』上・下（キャサリーン・ウッディウィス、サンリオ、モダン・ロマンス・シリーズ） 1984
『シャナ』上・下 (キャサリーン・ウッディウィス 、サンリオ、ウッディウィス全集 7・8)  1994/9/1
- 『デス・トリップ』（マイケル・ブレット、河出書房新社、アメリカン・ハードボイルド7)  1985.3
- 『ザ・スイッチ』（エルモア・レナード、サンケイ出版、サンケイ文庫、海外ノベルス・シリーズ)  1986.5
- 『狂った追走』（ディーン・R・クーンツ、東京創元社、創元推理文庫) 1986.6
- 『ファウル・ショット』（ダグ・ホーニッグ、サンケイ文庫、海外ノベルス・シリーズ） 1986.11
- 『ヘルドラド』（ジェリー・エイハーン、東京創元社、創元推理文庫） 1987.4
- 『奴らはハードボール』（ダグ・ホーニッグ、サンケイ出版、サンケイ文庫、海外ノベルス・シリーズ） 1988.3
- 『サイゴン・カフェの爆風』（リチャード・ハイヤー、二見書房、二見文庫ザ・ミステリ・コレクション） 1988.7
- 『復讐の罠』（ジェリー・エイハーン、東京創元社、創元推理文庫） 1989.7
- 『サイレント・ハンター - 超巨大原潜出動』 (チャールズ・D・テイラー、東京創元社、創元ノヴェルズ) 1991.2
- 『カウンター・ストライク』 (チャールズ・D・テイラー、東京創元社、創元ノヴェルズ） 1991.10
- 『恋に落ちた探偵』 (バーバラ・グレゴリッチ、早川書房、ミステリアス・プレス文庫） 1991.12
- 『キューバ危機ふたたび!』（アレクサンダー・M・グレイス、東京創元社、創元ノヴェルズ） 1993.11
- 『レオ』（グロリア・ナギー、扶桑社、扶桑社エンターテイメント） 1995.5
- 『盗まれた爆撃機』（デイヴィッド・アクストン、二見書房、二見文庫ザ・ミステリ・コレクション） 1995.2
- 『切断 - ブラック・ダリア殺人事件の真実』（ジョン・ギルモア(John Gilmore)、翔泳社） 1995
- 『ストーカー』（ディーン・R・クーンツ、東京創元社、創元推理文庫） 1999
- 『破滅への舞踏』（マレール・デイ、文藝春秋、文春文庫） 2002.12
- 『雨が降りつづく夜』（パトリシア・カーロン(Patricia Carlon)、扶桑社、扶桑社ミステリー） 2003
- 『愚か者の祈り』（ヒラリー・ウォー、東京創元社、創元推理文庫） 2005

### 「フェイス・フェアチャイルド」シリーズ
- 『待ち望まれた死体』（キャサリン・ホール・ペイジ、扶桑社、扶桑社ミステリー)  1996.5
- 『フェイス、映画を料理する』（キャサリン・ホール・ペイジ、扶桑社、扶桑社ミステリー)  1997.4
- 『キルトにくるまれた死体』（キャサリン・ホール・ペイジ、扶桑社、扶桑社ミステリー)  1997.12
- 『湿地に横たわった死体』（キャサリン・ホール・ペイジ、扶桑社、扶桑社ミステリー)  1999.5
- 『アパルトマンから消えた死体』（キャサリン・ホール・ペイジ、扶桑社、扶桑社ミステリー)  1999.10
- 『海草をまとった死体』（キャサリン・ホール・ペイジ、扶桑社、扶桑社ミステリー)  2001.6
- 『スープ鍋につかった死体』（キャサリン・ホール・ペイジ、扶桑社、扶桑社ミステリー)  2002.12

### 「俳優強盗アラン・グロフィールド」シリーズ
- 『レモンは嘘をつかない』（Lemons Never Lie、ドナルド・E・ウェストレイク、早川書房、世界ミステリシリーズ） 1980
- 『俳優強盗と悩める処女』（The Dame、ドナルド・E・ウェストレイク、早川書房、世界ミステリシリーズ） 1982

### 「マイアミ・ポリス 刑事ホウク・モウズリー」シリーズ
- 『マイアミ・ブルース』（チャールズ・ウィルフォード、東京創元社、創元推理文庫)  1987.8
- 『マイアミ・ポリス』（チャールズ・ウィルフォード、扶桑社、扶桑社ミステリー） 1988.12
- 『マイアミ・ポリス あぶない部長刑事』（チャールズ・ウィルフォード、扶桑社、扶桑社ミステリー） 1989.10
- 『マイアミ・ポリス 部長刑事奮闘す』（チャールズ・ウィルフォード、扶桑社、扶桑社ミステリー） 1992.6

### デュマレスト・サーガ
- 『植民惑星ドラデア』（E・C・タブ、東京創元社、創元推理文庫、デュマレスト・サーガ8） 1983.2
- 『テクノ惑星カモラード』（E・C・タブ、東京創元社、創元推理文庫、デュマレスト・サーガ12） 1983.7
- 『野望の惑星ハラルド』（E・C・タブ、東京創元社、創元推理文庫、デュマレスト・サーガ16） 1983.10
- 『砂漠の惑星ハージ』（E・C・タブ、東京創元社、創元推理文庫、デュマレスト・サーガ19） 1984.3
- 『真珠の惑星サカウィーナ』（E・C・タブ、東京創元社、創元推理文庫、デュマレスト・サーガ26） 1985.3